# Fresno River Viaduct
Das Fresno River Viaduct ist eine Brücke der Schnellfahrstrecke Merced–Fresno–Bakersfield im Central Valley in Kalifornien in den Vereinigten Staaten. Bauherr ist die California High-Speed Rail Authority, welche die Aufgabe hat, in Kalifornien Schnellfahrstrecken zu bauen. Das Fresno River Viaduct wurde 2018 fertiggestellt und ist somit eines der ersten für die Strecke erstellten Bauwerke. Die Betriebsaufnahme der Strecke ist erst für 2030 vorgesehen. Die knapp 500 m lange Brücke führt die Schnellfahrstrecke über die kalifornische Staatsstraße 145, den Fresno River und Raymond Road östlich von Madera. Sie verläuft in ungefähr 50 Meter Entfernung parallel zur bestehenden BNSF-Railway-Strecke der Stockton Subdivision, die von Fresno nach Richmond führt.